# سيمون ديفيس (رسام بالرصاص)
سيمون ديفيس (بالإنجليزية: Simon Davis)‏ هو رسام بالرصاص بريطاني، ولد في 1968 في ستراتفورد في المملكة المتحدة.

## وصلات خارجية
- الموقع الرسمي